# Aliens: Criminal Enterprise
Aliens: Criminal Enterprise è un romanzo fantascientifico del 2008 scritto da S. D. Perry e pubblicato dalla DH Press.

## Trama
Il pilota Thomas Chase si reca volontario sul pianeta Fantasia, luogo di produzione di ogni tipo di droga, per salvare la vita al fratello Pete.
Appena giunto sul pianeta Thomas si ritroverà coinvolto in una lotta tra criminali per conquistare l'impero della droga. A complicare ulteriormente le cose ci penserà la presenza sul pianete di un nutrito numero di Xenomorfi.